# Vajra Chandrasekera
Vajra Chadrasekera (Colombo, Sri Lanka, 1979) es un escritor esrilanqués.

## Biografía
Vajra Chandrasekera nació en Colombo, Sri Lanka, en 1979. 
Su novela debut The Saint of Bright Doors ganó los premios Nébula y Crawford, y ha sido considerado como New York Times Notable Book of 2023 en 2023.
En junio de 2024 publica su segunda novela Rakesfall.
Su ficción corta, poesía y no ficción han aparecido en Clarkesworld Magazine, Analog, West Branch y Los Angeles Times, entre otros. Ha trabajado como editor para Strange Horizons y Afterlives: The Year’s Best Death Stories, y como jurado para el Dream Foundry Writing Contest y el Salam Award.

## Obra

### Novelas
- The Saint of Bright Doors, 2023
- Rakesfall, 2024

### En antologías
- The Apex Book of World SF, Volume 4, 2015
- Dharmas / Disfatto da una brezza leggera (Future Fiction Vol. 21), 2015
- Asian Monsters (Fox Spirit Books of Monsters), 2016
- VISIONARIUM 9: Schätze und Wächter, 2016
- Spirits of Place, 2016
- GlitterShip Year One, 2017
- Transcendent 2: The Year's Best Transgender Speculative Fiction, 2017
- The Gollancz Book of South Asian Science Fiction, 2019
- The Best of Shimmer, 2020
- Tiny Nightmares, 2020
- The Best Science Fiction of the Year, Volume 6, 2022
- Rosalind’s Siblings, 2023
- Ecoceanic: Global South Science Fiction, 2024

## Distinciones
- Premio Nébula, 2023
- Nominado al Premio Locus, 2024
- Nominado al Premio Hugo, 2024
- Nominado al Premio Literario Lambda en ficción especulativa LGBTQ+, 2024
- Premio IAFA William L. Crawford Fantasy, 2024
- Nominado al Premio Subjective Chaos Kind of Award, 2023
- Nominado al Premio Memorial Theodore Sturgeon, 2021
- Premio British Fantasy for Best Magazine, 2021
- Nominado al Premio de la Asociación Británica de Ciencia Ficción al mejor texto de no ficción, 2017
- Nominado al Premio Hugo para Mejor Semiprozine durante 2017‒2022